# Ctenitis squamigera
Ctenitis squamigera là một loài thực vật có mạch trong họ Dryopteridaceae. Loài này được (Hook. & Arn.) Copel. miêu tả khoa học đầu tiên năm 1947.